# Tournedos-sur-Seine
Tournedos-sur-Seine foi uma antiga comuna francesa na região administrativa da Normandia, no departamento de Eure. Estendia-se por uma área de 5,65 km². Em 2010 a comuna tinha 99 habitantes (densidade: 17,5 hab./km²).
Em 1 de janeiro de 2018, passou a formar parte da nova comuna de Porte-de-Seine.